# Markus Smarzoch
Markus Smarzoch (* 14. April 1990 in Freising) ist ein deutscher Fußballspieler.

## Karriere
Markus Smarzoch spielte in der Jugend bis zur U-17 beim SSV Jahn Regensburg und in der U-19 beim SC Regensburg. Seine erste Station im Seniorenbetrieb war der Freie TuS Regensburg in der sechstklassigen Landesliga, mit dem er 2010 in die Bayernliga aufstieg. Für die Saison 2010/11 hatte Smarzoch einen Vertrag bei der DJK Vilzing unterschrieben, da aber Regensburg den Aufstieg schaffte und kurzfristig zwei Stürmer den Verein verließen, blieb er wegen der besseren sportlichen Perspektive doch beim Freien TuS. In dieser Saison war er schließlich Stammspieler, konnte den Abstieg aber trotz seiner sechs Saisontore nicht verhindern.
2011 kehrte Smarzoch zu seinem früheren Verein SSV Jahn Regensburg zurück. Dort spielte er zunächst in der zweiten Mannschaft wieder nur in der Landesliga, erzielte in 27 Spielen allerdings 16 Tore. Daraufhin wurde er auch in das Aufgebot der ersten Mannschaft in der 3. Liga aufgenommen. Am 29. Oktober 2011 absolvierte er seinen ersten Profieinsatz, er wurde bei der 1:2-Niederlage bei den Kickers Offenbach kurz vor Schluss eingewechselt. 2012 steig Markus Smarzoch mit dem Jahn in die 2. Bundesliga auf, seinen ersten Zweitligaeinsatz absolvierte er am 10. Februar 2013 beim 2:0-Sieg beim VfL Bochum. 2014 verlängerte er seinen Vertrag beim Jahn um ein weiteres Jahr. Im Januar 2015 löste er seinen Vertrag auf und wechselte in die Regionalliga West zum SV Rödinghausen. Im Sommer 2016 ging Smarzoch zurück in seine Heimat Bayern und schloss sich dem Bayernligisten TSV Bogen an. Bereits Ende August wurde sein Vertrag aus beruflichen Gründen wieder aufgelöst und Smarzoch ging zum Kreisligisten FC Viehhausen. Zur folgenden Saison 2017/18 wechselte er wieder in die Bayernliga und schloss sich dem ASV Neumarkt an.

## Privates
Neben seiner Karriere beim Jahn absolvierte Markus Smarzoch ein Mechatronik-Studium an der OTH Regensburg.
Im Jahr 2022 hatte er einen TV-Auftritt in der Sendung Die Höhle der Löwen.

## Erfolge
- Aufstieg in die Bayernliga 2010 mit dem Freien TuS Regensburg
- Aufstieg in die 2. Bundesliga 2012 mit dem SSV Jahn Regensburg